# Thomas Riboud
Pour les articles homonymes, voir Riboud.
Thomas Philibert Riboud, né le 24 octobre 1755 à Bourg et mort le 6 août 1835 à Jasseron, est un magistrat et homme politique français, député de l'Ain de façon discontinue de 1791 à 1815. Il est connu pour avoir contribué à sauver et protéger le monastère royal de Brou de la destruction en le faisant déclarer « Monument national » par la Convention,,.

## Biographie
Thomas Phlibert Riboud, né le 24 octobre 1755 de Jean Bernard Riboud, avocat, et de Marie Pierrete Perier, est baptisé à la paroisse de Notre-Dame de Bourg le 25 octobre 1755. Il a pour parrain son grand-père Thomas Riboud, également avocat, et pour marraine Marie Philiberte Perier. 
Il est reçu avocat au parlement de Dijon le 4 août 1774, il exerce cette profession à Lyon de 1775 à 1779. Il est procureur du roi au présidial de Bourg de 1779-1790, puis subdélégué de l'intendance de Bourgogne en Bresse de 1783 à 1790.
En 1791, il est élu député du département de l'Ain à l'Assemblée Législative, commençant ainsi une carrière politique qui s'achèvera avec la Restauration.
Il épouse Catherine Roccofort. De leur union naît en 1792 Philippe Madeleine Riboud.
Thomas Riboud a été membre des sociétés savantes suivantes :
- Académie des inscriptions et belles-lettres, membre correspondant (1816-1835)
- Académie des sciences, arts et belles-lettres de Dijon, membre correspondant (admis en 1780)
- Académie des sciences, belles-lettres et arts de Lyon[10], membre correspondant
- Académie des sciences, lettres et arts d'Arras, membre correspondant
- Académie nationale des sciences, belles-lettres et arts de Bordeaux, membre correspondant
- Institut de France :
  - Membre de l'Institut national, 1801-1816
  - Membre associé non résidant de la classe de Littérature et Beaux-Arts (section d'Antiquités et Monuments), 1801-1803
  - Membre correspondant de la classe d'Histoire et de Littérature ancienne, 1803-1816
- Société d'émulation de l'Ain, membre fondateur (1783) puis secrétaire perpétuel
- Société d'émulation du Jura, membre correspondant dès la création de la Société (1818-1835)
- Société historique, archéologique et littéraire de Lyon, membre fondateur
- Société nationale des antiquaires de France, membre non résidant en 1807

Lors d'un séjour à la chartreuse de Portes en 1781, il étudie l'olifant en ivoire qui se trouve dans le trésor, et le publie dans le Journal des Savants en 1785. A la Révolution, les Chartreux lui confient l'objet pour le préserver. A sa mort en 1835, l'olifant est acheté par le duc de Luynes, qui en fait don en 1862 au Cabinet des médailles de la Bibliothèque nationale de France.

## Hommages
- Il a une plaque commémorative au monastère royal de Brou.
- Il y a un collège Thomas-Riboud[12] à Bourg-en-Bresse.
- Il y a une rue Thomas-Riboud à Bourg-en-Bresse et à Jasseron.